# يان كوبر (ملحن)
يان كوبر (بالإنجليزية: Ian Cooper)‏ هو عازف جاز وملحن أسترالي، ولد في 14 أغسطس 1970.

## وصلات خارجية
- يان كوبر على موقع ميوزك برينز (الإنجليزية)